# Monnaie alternative
Pour les articles homonymes, voir Monnaie (homonymie).
Une monnaie alternative est une monnaie utilisée de manière entièrement ou partiellement complémentaire à la monnaie nationale. Il s'agit souvent d'une monnaie utilisée à l'échelle locale. Il en existerait plus de 5 000 dans le monde, utilisés par quelques millions de personnes. 

## Concept

### Monnaie alternative réglementaire
Un État peut décider de mettre en place sur son territoire une monnaie alternative. Cela peut être fait dans l'objectif de rétablir la confiance dans la monnaie, ou d'utiliser les stocks de métaux détenus par le Trésor public. La monnaie alternative s'impose parfois elle-même par l'usage (comme le dollar à Cuba) et est accepté par la puissance publique.

### Monnaie alternative non réglementaire
La monnaie alternative n'est généralement pas agréée par l'État ni aucune puissance publique. Sa valeur tient dans l'accord entre les utilisateurs sur sa valeur. La monnaie alternative est gérée par les usagers, qui fixent sa valeur. Par exemple en région toulousaine, la monnaie Sel Cocagne se présente comme une alternative à l'euro. Cette monnaie est également appelée monnaie sociale, parce que les usagers décident des règles et peuvent générer eux-mêmes la monnaie qui sera utilisée sur un territoire déterminé.

### Monnaie locale complémentaire (réglementaire)
Existe également ce que le droit de la finance appelle monnaie locale complémentaire. Il s'agit d'une monnaie locale qui dispose d'un lien avec la monnaie légale, c'est-à-dire qui est échangeable contre de la monnaie légale. Elle est utilisée au niveau local et dispose d'un pouvoir libératoire. Ce type de monnaie est souvent utilisé afin de favoriser la consommation de biens répondant à des critères sociaux ou solidaires. 
L'argument principal en faveur de la monnaie alternative locale est que, en limitant la circulation de la monnaie à un cadre restreint, la monnaie est constamment réinjectée dans le système économique.

## Histoire
Le Chancelier de l'Échiquier Robert Lowe déclare dans les années 1860 à la Chambre des communes que l'or et l'argent constituent en France une « monnaie alternative ».
En 1932, la ville de Wörgl en Autriche, qui fait face à un chômage de 35 %, décide de répondre à la crise économique locale en faisant imprimer une monnaie locale. Cette monnaie a un taux d'intérêt négatif, perdant 1 % de sa valeur chaque mois. Afin qu'elle conserve sa valeur, il faut soit racheter des timbres à coller sur la monnaie, soit la dépenser rapidement. La part de cette initiative dans l'écroulement du chômage (le plein emploi est atteint quelques années plus tard) est difficile à analyser, car la municipalité avait également lancé des grands travaux publics (voirie, entretien et création de réseaux d'eau, etc.). L'expérience prouve cependant que le dispositif fait augmenter la vitesse de circulation de la monnaie d'environ 40 %.
Au début des années 2010, on dénombre plus de 5 000 monnaies complémentaires dans le monde,.